# Cañamares (rivière)
Le Cañamares est un cours d’eau espagnol d'une longueur de 45 km qui coule dans la communauté autonome de Castille-La Manche.

## Source de la traduction
- (es) Cet article est partiellement ou en totalité issu de l’article de Wikipédia en espagnol intitulé « Río Cañamares (Guadalajara) » (voir la liste des auteurs).